# Держава вдома
Держава вдома - типічний приклад процесу створення мікронації на території однієї з держав, фактичнро появляється держава в державі (в серйозному випадку) або туристичний атракціон в жартівлиих випадках
Глибинна держава (deep state):
Термін "держава в державі" (англ. "deep state") у загальному сенсі позначає неформальну, часто таємну, систему влади, яка діє паралельно або поверх офіційно визнаних державних інститутів, переслідуючи власні цілі та інтереси, які можуть відрізнятися від цілей та інтересів офіційно обраної влади. 
Цей термін, особливо популярний у контексті політичних дискусій, описує уявну або реальну мережу впливових осіб, що складається з високопоставлених чиновників, представників спецслужб, військових та інших впливових груп, які можуть діяти поза межами демократичного контролю. 
Політичний термін:
"Держава в державі" (або "Imperium in Imperio" в латині) використовується для позначення ситуацій, коли певні групи всередині держави мають значний вплив і можуть діяти незалежно від офіційного уряду, іноді навіть на шкоду його інтересам. 
Концепція впливу:
Ідея глибинної держави стверджує, що деякі державні службовці, які не були обрані, можуть впливати на політику та рішення, незважаючи на демократично обране керівництво. 
Вплив на уряд:
Концепція глибинної держави часто пов'язана з ідеєю, що певні групи у владних структурах можуть мати значний вплив на політику країни, іноді навіть перешкоджаючи виконанню рішень обраного уряду.
Приклади:
У різних країнах існують різні уявлення про те, як саме функціонує "держава в державі". Наприклад, у Туреччині існує термін "derin devlet" (глибинна держава), який стосується впливових груп у державних структурах.